# Владімер Чачібая
 Чачібая Владімер  (груз. ვლადიმერ ჩაჩიბაია; нар. 4.11.1971) — грузинський генерал, начальник Генерального Штабу Грузії (2008—2009)

## Життєпис
Проходив строкову службу у Радянській Армії (1989—1991). Після цього вступив до Національної Гвардії, брав участь у війні в Абхазії (1992—1993). Пройшов військовий вишкіл у Військовій Академії в Тбілісі (1993—1994) та U.S. Army War College (2007—2008).
Командовав грузинським контингентом в Іраку (2004), 3-ю піхотною бригадою (2005). Був переведений до Генерального Штабу, командуючий Сухопутними військами (2006). З серпня 2008 по 2009 — начальник Генерального штабу.В 2009 — заступник міністра оборони, з 2012 заступник начальника Об'єднанного штабу Збройних сил Грузії.